# سوناكوم ام 260 (نموذج)
سوناكوم ام 260 شاحنة من صنع الشركة الجزائرية للعربات الصناعية.تعتبر الشاحنة سوناكوم م260 نموذج مطور من الشاحنة م230 حيث تم زيادة طولها للسماح بحمل شحنات ذات حجم أكبر إذ أن هذه الشاحنة موجهة لنقل المعدات العسكرية بالدرجة الأولى، لم تدخل بعد في الخدمة.

## وصلات خارجية
- http://snvi-dz.blogspot.com/2011/11/snvi-m120.html
- http://snvi-dz.blogspot.com/2011/11/m210-230.html
- snvigroupe.dz